# Mistrzostwa Panamerykańskie w Judo 2024
Mistrzostwa panamerykańskie i Oceanii odbywały się w dniach 25-28 kwietnia 2024 roku w Rio de Janeiro
, na terenie Carioca Arena 1. W tabeli medalowej tryumfowali judocy z Brazylii.

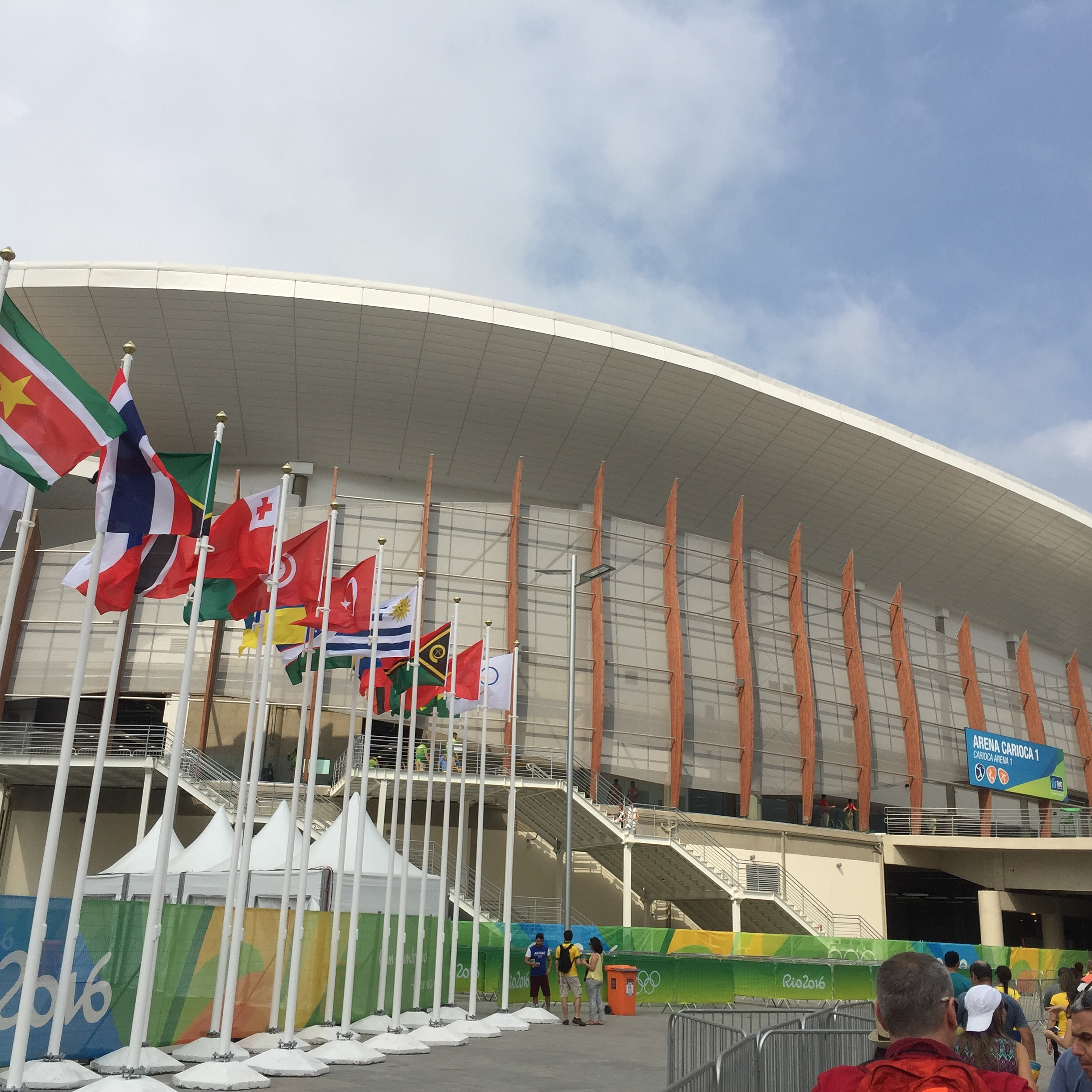
Hala

## Klasyfikacja medalowa
Gospodarz zawodów został zaznaczony kolorem.
| Miejsce | Państwo           |    |    |    | Razem |
| ------- | ----------------- | -- | -- | -- | ----- |
| 1       | Brazylia          | 7  | 3  | 6  | 16    |
| 2       | Kanada            | 2  | 4  | 2  | 8     |
| 3       | Dominikana        | 2  | 0  | 3  | 5     |
| 4       | Kuba              | 1  | 1  | 6  | 8     |
| 5       | Australia         | 1  | 1  | 0  | 2     |
| 6       | Portoryko         | 1  | 0  | 1  | 2     |
| 7       | Chile             | 1  | 0  | 0  | 1     |
| 8       | Stany Zjednoczone | 0  | 3  | 2  | 5     |
| 9       | Kolumbia          | 0  | 2  | 1  | 3     |
| 10      | Peru              | 0  | 1  | 0  | 1     |
| 11      | Ekwador           | 0  | 0  | 4  | 4     |
| 12      | Meksyk            | 0  | 0  | 2  | 2     |
| 13      | Jamajka           | 0  | 0  | 1  | 1     |
| Razem   | Razem             | 15 | 15 | 28 | 58    |

## Medaliści

### Mężczyźni
| Konkurencja: | Złoto:             | Srebro:                   | Brąz:                                |
| −60 kg       | Michel Augusto     | David Terao               | Jonathan Charon Arath Juárez         |
| −66 kg       | Willian Lima       | Juan Postigos             | Lenin Preciado Juan Hernández        |
| −73 kg       | Arthur Margelidon  | Daniel Cargnin            | Ulises Méndez Antonio Tornal         |
| −81 kg       | Guilherme Schimidt | François Gauthier-Drapeau | Adrián Gandía Max Stewart            |
| −90 kg       | Robert Florentino  | John Jayne                | Rafael Macedo Iván Silva             |
| −100 kg      | Shady El Nahas     | Kyle Reyes                | Leonardo Gonçalves Rafael Buzacarini |
| ponad 100 kg | Andy Granda        | Rafael Silva              | John Bessong Freddy Figueroa         |

### Kobiety
| Konkurencja:    | Złoto: | Srebro: | Brąz:                           |
| −48 kg          | Mary Dee Vargas | Erika Lasso | Amanda Lima Maria Celia Laborde |
| −52 kg          | Larissa Pimenta | Angelica Delgado | Aleanny Carbonell Kelly Deguchi |
| −57 kg          | Rafaela Silva | Christa Deguchi | Mariah Holguin Ana Rosa García  |
| −63 kg          | Katharina Haecker | Nauana Silva | Ketleyn Quadros Maylín del Toro |
| −70 kg          | María Pérez | Aoife Coughlan | Luana Carvalho Celinda Corozo   |
| −78 kg          | Eiraima Silvestre | Brenda Olaya | Lianet Cardona Vanessa Chalá    |
| ponad 78 kg     | Beatriz Souza | Ana Laura Portuondo-Isasi | Moira Morillo Idalys Ortíz      |
| mikst drużynowo | Brazylia · Rafaela Silva · Shirlen Nascimento · Ellen Froner · Beatriz Souza · Giovanna dos Santos · Vinicius Ardina · Michael Marcelino · Marcelo Fronckowiak · Leonardo Gonçalves · (Rafael Macedo · Rafael Silva · Luana Carvalho) | Kuba · Aleanny Carbonell · Maylín del Toro · Lianet Cardona · Orlando Polanco · Naysdel Cardoso · Jonathan Loynaz · (Jonathan Charon · Iván Silva · Andy Granda · Yainet Coronado · Idalys Ortíz) | ----                            |